# Drenje
Drenje so naselje v Občini Dolenjske Toplice.